# Heleneholms IF
Heleneholms IF är en idrottsförening i Heleneholm, Malmö, som bland annat utövar friidrott och orientering. Friidrottaren Johnny Kroon, en av Sveriges främsta medeldistanslöpare på 1980-talet, tävlade för klubben.
Heleneholms Idrottsförening i Malmö bildades 1939 och har sin hemmaarena på Heleneholms IP. 
Vid SM i 10 000 meter i Stockholm år 1981 tog klubben en trippel på pallen genom följande löpare: Tommy Persson 1:a, Hans Segerfeldt 2:a och Olof Salmi 3:a.

## Framgångsrika Heleneholmare
- Jimmy Nordin, flerfaldig svensk mästare i kulstötning
- Kjell Ahlm, som tog klubbens första SM-guld 1951 på 100m.
- Sven-Åke Löfgren, sprintermästare och landslagsman.
- Margareta Lövgren (Larsson), också SM-guld och med i landslaget på 100m.
- Carina Andersson, första svenska flicka över 180 i höjdhopp.
- Caroline Isgren, första över 16 meter i kula.
- Tommy Persson, bl.a. segrare i Stockholm maraton.
- Johnny Kroon, har fortfarande svenska rekordet på 1500m noterat 1985.
- Rikard Rasmusson, tvåa i junior-VM på 400m.
- Patrik Lövgren, VM-sexa på 60m inomhus 1997.
- Dessutom flera svenska seniormästare i mångkamp, Sten Ekberg, Glenn Håkansson, Einar Cronstedt, Robert Wärff och Kristina Rosenquist.

Dessutom flera i junior- och ungdoms-SM.